# La voz de Armenia
La voz de Armenia (en armenio: Հայաստանի Ձայնը, pronunciado Hayastani Dzayne) es un concurso de canto televisivo armenio creado por John de Mol. La primera temporada fue transmitida por Armenia TV. El programa se estrenó a fines del 2012 y continuó hasta el 2017. Las reglas del programa se basan en el formato holandés The Voice, popularizado en el mundo a raíz de la adaptación estadounidense The Voice que emite la cadena NBC desde abril de 2011. Este programa incluye las etapas de audiciones a ciegas (en armenio Կույր լսումներ), Knockouts, fase de batalla (en Armenio Մենամարտ) y rondas en vivo (en armenio Գալա համերգներ).
La voz de Armenia está abierta no solo a artistas de Armenia, sino también a armenios de la diáspora armenia, incluida Rusia.

## Formato
La voz consiste en elegir de entre un grupo de concursantes de distintas edades, a aquellos que destaquen por sus cualidades vocales, sin que su imagen influya en la decisión del jurado, integrado por conocidos artistas que posteriormente dirigen su formación artística. El objetivo de este formato es encontrar la mejor voz votada del país, es decir, de Armenia. Sin embargo, y de igual manera, pueden participar personas de distintas partes del mundo.

## Etapas

### Etapa 1: Pre-audiciones
La primera etapa del talent show no es retransmitido. Los productores realizan una audición a todos los artistas que se inscribieron a través de la página web. Los seleccionados pasan a la etapa de audiciones a ciegas donde deben cantar para los entrenadores.

### Etapa 2: Las audiciones a ciegas
La segunda fase son las "Audiciones Ciegas ". Aquí los entrenadores forman sus equipos, los cuales entrenarán y guiarán a lo largo de la competencia. Las sillas de los jueces se encuentran de espaldas y de frente al público durante la actuación de cada aspirante; aquellos interesados en algún artista, presionan el botón que se ubica en la silla, con el cual giran, poniéndose de frente al artista, al mismo tiempo que, se ilumina la parte inferior de la misma, en donde se lee la leyenda "Quiero tu voz". Luego de concluida la presentación, el artista ingresa directamente al equipo del entrenador que se interesó, o en caso de que más de un entrenador se haya interesado, él decide a qué equipo ingresará mediante los argumentos o criterios que cada uno de ellos le ofrezca para guiarlo en base su beneficio musical de la temporada.

### Etapa 3: Las batallas
En las Batallas, cada entrenador agrupa en parejas a los miembros de su equipo, para que se enfrenten en un ring y canten la misma canción mostrando así, sus mejores dotes vocales y artísticos. Al final de cada presentación, solo uno de ellos avanza a la siguiente ronda. En cada temporada, cada entrenador recibe la ayuda de mentores invitados, que le ayudan a asesorar a sus participantes para lucirse y realizar una buena actuación, aportando su punto de vista para tomar la mejor decisión en el equipo.

### Etapa 4: Losknockouts
Durante esta ronda, una pareja de artistas del mismo equipo son seleccionados para realizar actuaciones en el mismo momento. Cada artista tiene la posibilidad de elegir su propia canción, y reciben además, la ayuda y consejos de sus entrenadores y de un invitado especial. Al final de ambas presentaciones, cada entrenador selecciona a uno de ellos para que avance a la siguiente ronda. Sin embargo, en esta etapa cada entrenador recibe la oportunidad del "Robo", 2 en total, los cuales les permiten salvar e incorporar a sus equipos a concursantes eliminados por otros entrenadores durante esta ronda.

### Etapa 5: Los playoffs
En los playoffs, los participantes se presentan individualmente en rondas por equipos para demostrar una vez más su talento; y donde cada entrenador deberá salvar a dos participantes (de los ocho en total), mientras que los demás irán al voto telefónico, SMS y/o por plataforma digital, para que el público de esta manera salve a dos más. En esta dinámica, el entrenador queda con cuatro participantes.

### Etapa 6: Los shows en vivo
En esta fase, cada participante se presenta de manera individual y 100% en vivo ante el público, realizando una actuación musical consecutiva con la finalidad de obtener la mayor cantidad de votos por parte de este. Asimismo, en la semifinal y gran final, no solo se presentarán canciones en solitario, sino que cada finalista realizará un dueto con su entrenador. La palabra y decisión final la tendrá el público, que consagrará a uno de los cuatro finalistas como La Voz de Armenia.

## Elenco

### Presentadores
| Ediciones           | Ediciones | Ediciones | Ediciones | Ediciones |
| Presentador         | 1         | 2         | 3         | 4         |
| ------------------- | --------- | --------- | --------- | --------- |
| Rafael Ghazaryan    |           |           |           |           |
| Nazeni Hovhannisyan |           |           |           |           |
| Ara Kazaryan        |           |           |           |           |

### Backstage
| Ediciones      | Ediciones | Ediciones | Ediciones | Ediciones |
| Presentador    | 1         | 2         | 3         | 4         |
| -------------- | --------- | --------- | --------- | --------- |
| Hakob Hakobyan |           |           |           |           |
| Hrach Muradyan |           |           |           |           |

### Coaches
| Temporadas | Temporadas         | Temporadas         | Temporadas        | Temporadas   |
| ---------- | ------------------ | ------------------ | ----------------- | ------------ |
| 1          | Tata Simonyan      | Arto Tunçboyaciyan | Sona              | Sofi Mkheyan |
| 2          | Christine Pepelyan | Michael Poghosyan  | Shushan Petrosyan | Hayko        |
| 3          | Armen Martirosyan  | Eva Rivas          | Sona              | Hayko        |
| 4          | Aramé              | Nune Yesayan       | Sevak Khanagyan   | Sofi Mkheyan |

Galería de coaches
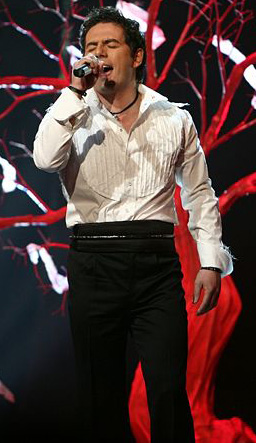
Hayko[1] (2013 - 2014)
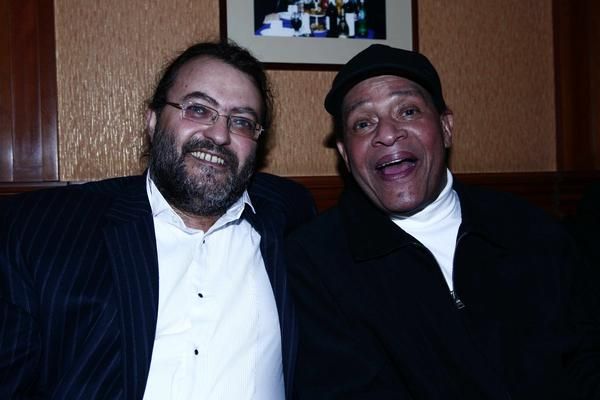
Armen Martirosyan (2014)
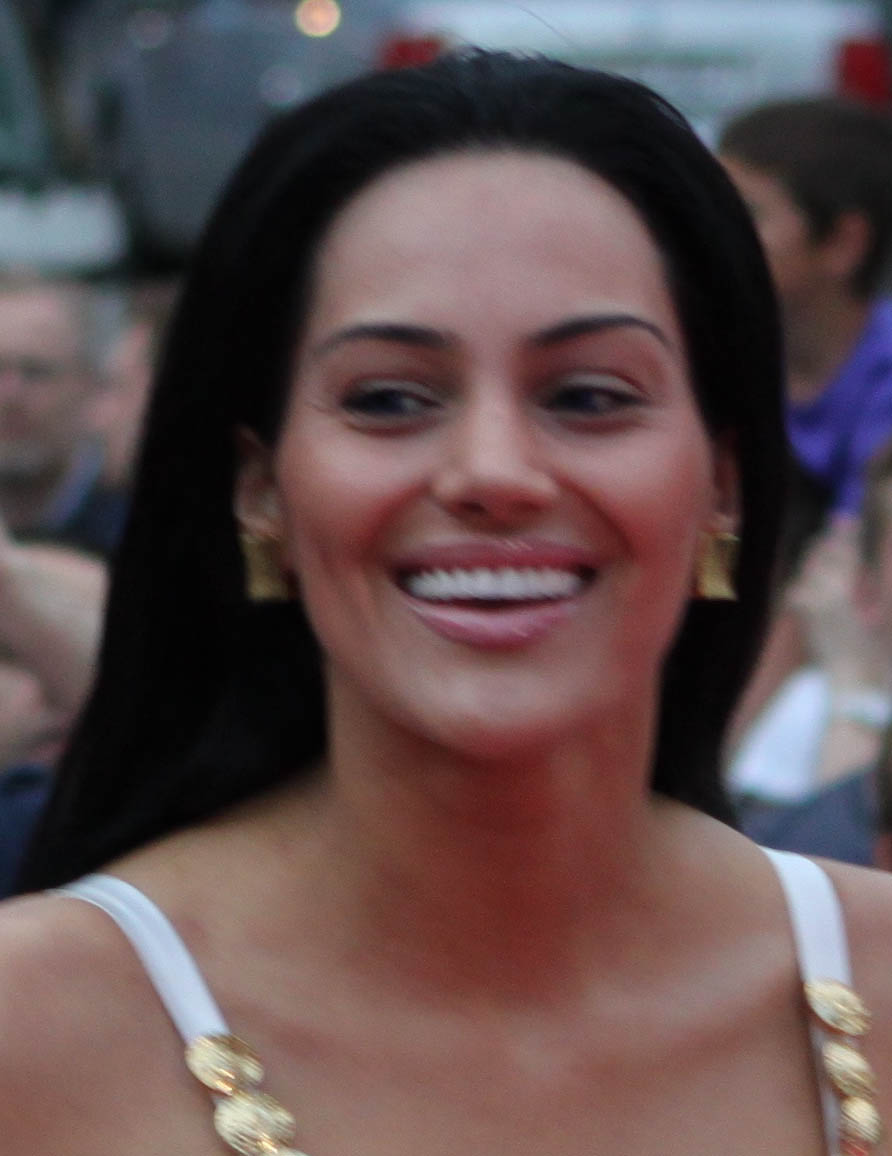
Eva Rivas (2014)
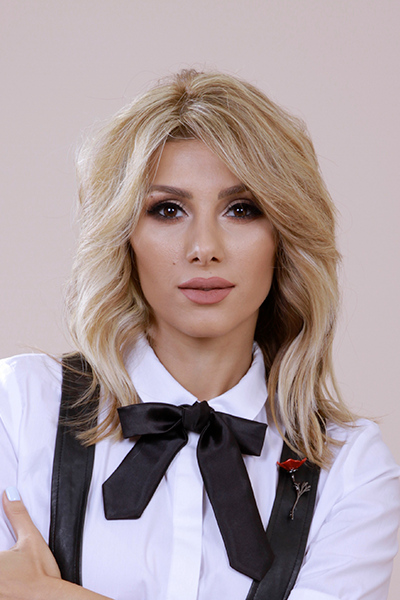
Sofi Mkheyan[2] (2012 - 2014)
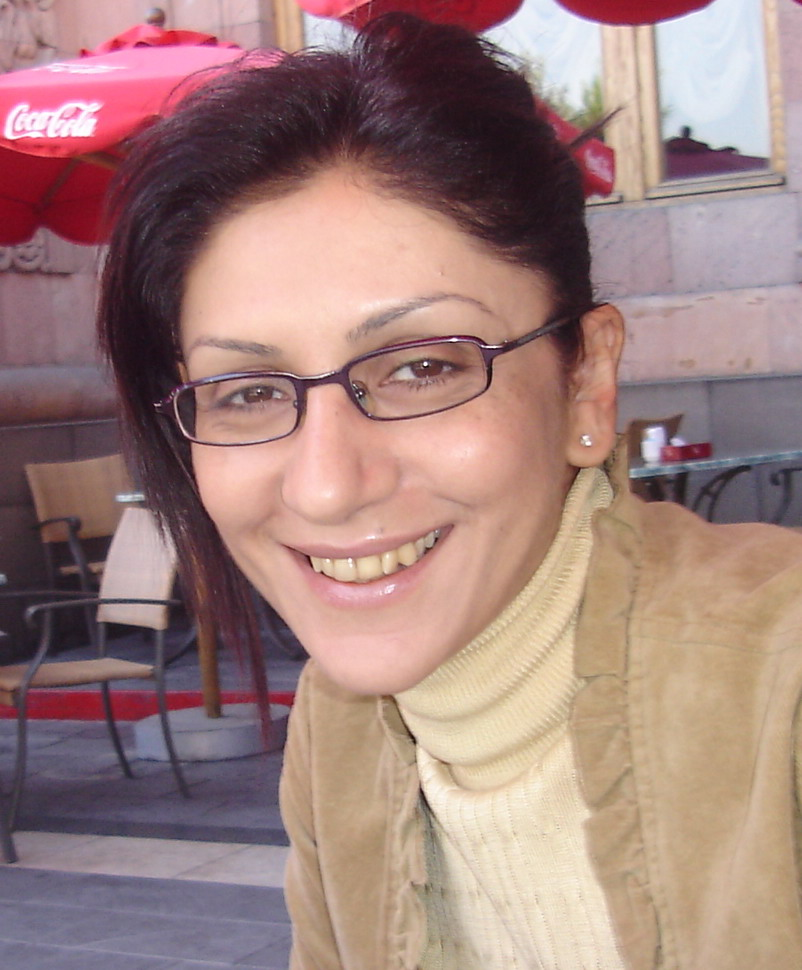
Nune Yesayan (2014)

## Resumen
- Equipo Tata
- Equipo Arto
- Equipo Sona
- Equipo Sofi
- Equipo Christine
- Equipo Michael
- Equipo Shushan
- Equipo Hayko
- Equipo Armen
- Equipo Eva
- Equipo Aramé
- Equipo Nune
- Equipo Sevak

| Temporada | Estreno                 | Final                    | Ganador          | Segundo Lugar     | Tercer Lugar         | Cuarto Lugar        | Entrenador Ganador | Presentador                          | Backstage                     | Entrenadores | Entrenadores | Entrenadores | Entrenadores |
|           |                         |                          |                  |                   |                      |                     |                    |                                      |                               | 1            | 2            | 3            | 4            |
| --------- | ----------------------- | ------------------------ | ---------------- | ----------------- | -------------------- | ------------------- | ------------------ | ------------------------------------ | ----------------------------- | ------------ | ------------ | ------------ | ------------ |
| 1         | 3 de noviembre del 2012 | 4 de marzo del 2013      | Mary Mnjoyan     | Narek Makaryan    | Gayané Arzumanian    | Iskuhi Hovhannisyan | Sona               | Rafael Ghazaryan Nazeni Hovhannisyan | Hakob Hakobyan Hrach Muradyan | Arto         | Sofi         | Tata         | Sona         |
| 2         | 6 de octubre del 2013   | 8 de diciembre del 2013  | Anna Khanchalyan | Arevik Grigoryan  | Qristina Mangasaryan | Vigen Aharonyan     | Christine Pepelyan | Rafael Ghazaryan Nazeni Hovhannisyan | Hakob Hakobyan Hrach Muradyan | Michael      | Christine    | Hayko        | Shushan      |
| 3         | 24 de octubre del 2014  | 29 de diciembre del 2014 | Raisa Avanesyan  | Meline Galoyan    | Erna Mirzoyan        | Vahe Aleqsanyan     | Sona               | Rafael Ghazaryan Nazeni Hovhannisyan | Hakob Hakobyan Hrach Muradyan | Armen        | Eva          | Hayko        | Sona         |
| 4         | 1 de octubre del 2017   | 24 de diciembre del 2017 | Hayk Gulyan      | Tigran Karapetyan | Anna Danielyan       | Christina Khalatova | Nune Yesayan       | Nazeni Hovhannisyan Ara Kazaryan     |                               | Sofi         | Arame        | Nune         | Sevak        |

## Temporadas

### Temporada 1 (2012 - 2013)
Los coaches de la primera temporada (2012-2013) fueron Sona, Tata Simonyan, Sofi Mkheyan y Arto Tunçboyaciyan. La ganadora fue Mary "Masha" Mnjoyan del Equipo Sona con el 52,9% del voto popular en el episodio final del 30 de marzo del 2013. El segundo lugar fue Narek Makaryan del Equipo Sofi con el 25,7% de votos. Gayané Arzumanian del Equipo Arto quedó tercero e Iskuhi Hovhannisyan del EquipoTata cuarto. En la final, cuatro concursantes armenios de La Voz Rusia, Artyom Kacharyan, Edward Khachatryan, Gayane Zakharova y Margarita Pozoyan, fueron invitados a cantar en el programa. 
| Clasificación | Artistas             | Canción               | Resultado     |
| ------------- | -------------------- | --------------------- | ------------- |
| 1             | Mary (Masha) Mnjoyan | Note to God           | Ganador       |
| 2             | Narek Makaryan       | Երազ իմ երկիր հայրենի | Segundo lugar |
| 3             | Gayané Arzumanian    | Կռունկ                | Tercer lugar  |
| 4             | Iskuhi Hovhannisyan  | It's My Time          | Cuarto lugar  |

### Temporada 2 (2013 - 2014)
Los coaches de la segunda temporada (2013-2014) fueron Shushan Petrosyan, Hayko, Christine Pepelyan y Michael Poghosyan.
| Clasificación | Artistas             | Canción                       | Resultado     |
| ------------- | -------------------- | ----------------------------- | ------------- |
| 1             | Anna Khanchalyan     | When You Told Me You Loved Me | Ganador       |
| 2             | Arevik Grigoryan     | Hold It, Don't Drop It        | Segundo lugar |
| 3             | Qristina Mangasaryan | Listen                        | Tercer lugar  |
| 4             | Vigen Aharonyan      | Հայաստան                      | Cuarto lugar  |

### Temporada 3 (2014 - 2015)
Los coaches de la tercera temporada (2014-2015) son Sona, Armen Martirosyan, Eva Rivas y Hayko.
| Clasificación | Artistas        | Canción            | Resultado     |
| ------------- | --------------- | ------------------ | ------------- |
| 1             | Raisa Avanesyan | Կյանքի գինը        | Ganador       |
| 2             | Meline Galoyan  | Մի պահ             | Segundo lugar |
| 3             | Erna Mirzoyan   | One moment in time | Tercer lugar  |
| 4             | Vahe Aleqsanyan | Hurt               | Cuarto lugar  |

### Temporada 4 (2017)
El programa volvió a la televisión después de 2 años de ausencia. El canal cambió el sitio web oficial del concurso. Los coaches de la cuarta temporada (2017) son Arame, Nune Yesayan, Sevak Khanaghyan y Sofi Mkheyan.
| Clasificación | Artistas            | Canción               | Resultado     |
| ------------- | ------------------- | --------------------- | ------------- |
| 1             | Hayk Gulyan         | Я любил               | Ganador       |
| 2             | Tigran Karapetyan   | Caruso                | Segundo lugar |
| 3             | Anna Danielyan      | Возвращайся           | Tercer lugar  |
| 4             | Christina Khalatova | Երազ իմ երկիր Հայրենի | Cuarto lugar  |

## Entrenadores
– Juez Ganador/Concursante. El ganador está en negrita.
     – Juez en Segundo Lugar/Concursante. Finalista aparece primero en la lista.
     – Juez en Tercer Lugar/Concursante. Finalista aparece primero en la lista.
     – Juez en Cuarto Lugar. Finalista aparece primero en la lista.
|   | Entrenadores | Entrenadores | Entrenadores | Entrenadores |
| 1 | Tata | Arto | Sona | Sofi |
| - | --- | --- | --- | --- |
|   | - Iskuhi Hovhannisyan - Gurgen Sayatyan - Vladimir Boghossyan - Aydin Davoudi - Gevorg Martirosyan - Ani Sahakyan | - Gayané Arzumanian - Zemma Karabetyan - Grigor Kyokchyan - Laura Tigranyan - Ovsanna Khublaryan - Srbuhi Hovhannisyan | - Mary (Masha) Mnjoyan - Hovhannes Antryasyan - Mart Babayan - Jivan Khachatryan - Aida Kalantaryan - Anna Papyan | - Narek Makaryan - Nelly Mesropyan - Nshan Karabetyan - Arminé Martirossyan - Frik Rostomyan - Alina Kirakissyan |
| 2 | Christine | Michael | Shushan | Hayko |
|   | - Anna Khanchalyan - Anahit Shahbazyan - Leona                                                                    | - Arevik Grigoryan - Syuzanna Sirekanyan - Chinar Isoyan                                                               | - Qristina Mangasaryan - Vahe Igityan - Mane Sargsyan                                                             | - Vigen Aharonyan - Armen Hovhannisyan - Valera Mayromyan                                                        |
| 3 | Armen | Eva | Sona | Hayko |
|   | - Erna Mirzoyan                                                                                                   | - Vahe Aleqsanyan | - Raisa Avanesyan                                                                                                 | - Meline Galoyan                                                                                                 |
| 4 | Aramé | Nune | Sevak | Sofi |
|   | - Tigran Karapetyan - Karen Ughuryan - Mash Israyelyan                                                            | - Hayk Gulyan - Anahit Hakobyan - Lusine "Soulange" Arutyunova                                                         | - Anna Danielyan - Mnats Khanagyan - Yeva Abrahamyan                                                              | - Christina Khalatova - Sona Gyulkhasyan - Grigor Davtyan                                                        |